# Labunista
Labunista (macedónul: Лабуништа, albánul Llabunishti) település Észak-Macedóniában, a Délnyugati körzetben, Sztruga községben.

## Népesség
| Lakosok száma | 2272 | 2486 | 2729 | 3611 | 4644 | 5661 | 5901 | 5936 | 6739 |
|               | 1948 | 1953 | 1961 | 1971 | 1981 | 1991 | 1994 | 2002 | 2021 |

2002-ben 5936 lakosa volt, akik közül 4288 albán, 879 török, 371 macedón, 31 bosnyák, 3 cigány, 1 szerb, 1 vlach és 362 egyéb.